# آيت اسليمان (أڭوديم)
آيت اسليمان هي إحدى مشيخات المملكة المغربية، تتبع جغرافيا لإقليم ميدلت وإداريًا لأڭوديم. يقدر عدد سكانها بـ 4605 نسمة حسب الإحصاء الرسمي للسكان والسكنى لسنة 2004.